# Jo Baer
Josephine Gail Baer (Seattle (Washington), 7 augustus 1929 – Amsterdam, 21 januari 2025) was een Amerikaanse kunstschilder wier werk wordt geassocieerd met het minimalisme.

## Jeugd en werk, 1929-1960
Baer werd geboren in een welgestelde Joodse familie in Seattle, Washington. Haar moeder, Hortense Zerenza Kalisher was kunstenaar en illustrator. Haar vader, Lester Kleinberg, was grondstoffenhandelaar in hooi en graan. Als kind volgde ze op zaterdag lessen aan het Cornish College of the Arts in Seattle. Van 1946 tot 1949 studeerde ze biologie en volgende ze lessen in schilderen en tekenen aan de Universiteit van Washington in Seattle. Op haar 18e trouwde ze met Gerard Hanauer, met wie ze sinds haar 16e een relatie had, en vertrok ze naar New York. Het huwelijk duurde een jaar. In 1950 vertrok Baer op 21-jarige leeftijd zeven maanden naar Israël om te werken in een kibboets omdat ze geïnteresseerd was in het socialisme. Toen ze daarna naar New York terugkeerde volgde ze van 1950 tot 1953 avondlessen aan de New School for Social Research. Daar volgde ze ook tekenlessen. Overdag was ze in dienst van een interieurontwerpbureau als tekenaar en secretaresse.
Ze verhuisde in 1953 naar Los Angeles en trouwde kort daarna met Richard Baer. Twee jaar laten kregen ze een zoon, Joshua Baer. Het echtpaar ging in 1958 uit elkaar. In Los Angeles leerde ze zichzelf schilderen en begon ze met het maken van abstract-expressionistisch werk. Ze raakte bevriend met Edward Kienholz en andere lokale kunstenaars gelieerd aan de Ferus Gallery. Ook ontmoette ze de kunstenaar John Wesley, met wie ze getrouwd was van 1960 tot 1970. In 1960 verhuisde ze samen met Wesley en haar zoon terug naar New York, waar ze tot 1975 zou wonen. Daar raakte ze bevriend met de beeldhouwers Dan Graham, Richard Serra en kunstenaars Walter DeMaria en Sol LeWitt. Nadat Baer en Wesley uit elkaar gingen, had ze een relatie met de beeldhouwer Robert Lawrence Lobe.

## Levensloop en carrière

#### Jaren zestig

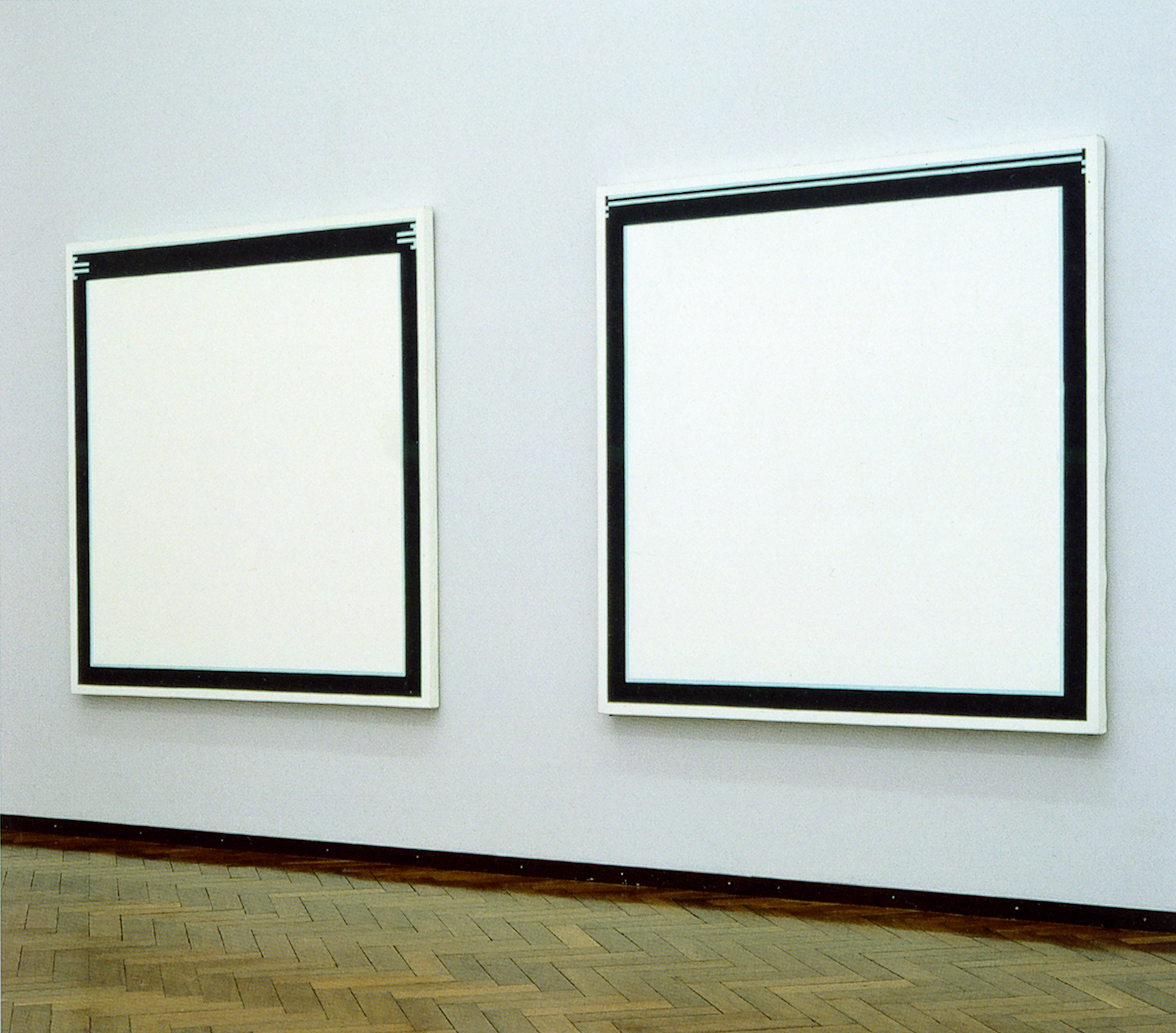
Jo Baer, Korean (links en rechts), 1960-62, Van Abbemuseum Eindhoven

Vanaf 1960 ruilde Baer haar abstract-expressionistische stijl om voor hoekige schilderijen zonder figuratieve voorstelling. Door het centrale gedeelte van het doek helemaal wit te maken, voerde ze de abstractie van haar werk daarna nog verder door. Voorbeelden van deze stijl zijn de werken in de serie Koreans die Baer vanaf 1962 maakte. Deze stijl was kenmerkend voor het werk dat Baer tussen 1964 en 1966 maakte. Haar werk werd in 1964 opgenomen in de tentoonstelling Eleven Artists waarin ook werk te zien was van bekende minimalistische kunstenaars als Donald Judd, Dan Flavin, Sol LeWitt, Frank Stella en Robert Ryman. In 1966 vond haar eerste solotentoonstelling plaats in de Fischbach Gallery. In dat jaar was haar werk ook te zien in een overzichtstentoonstelling van hedendaagse geometrisch abstracte kunst in het Solomon R. Guggenheim Museum in New York.

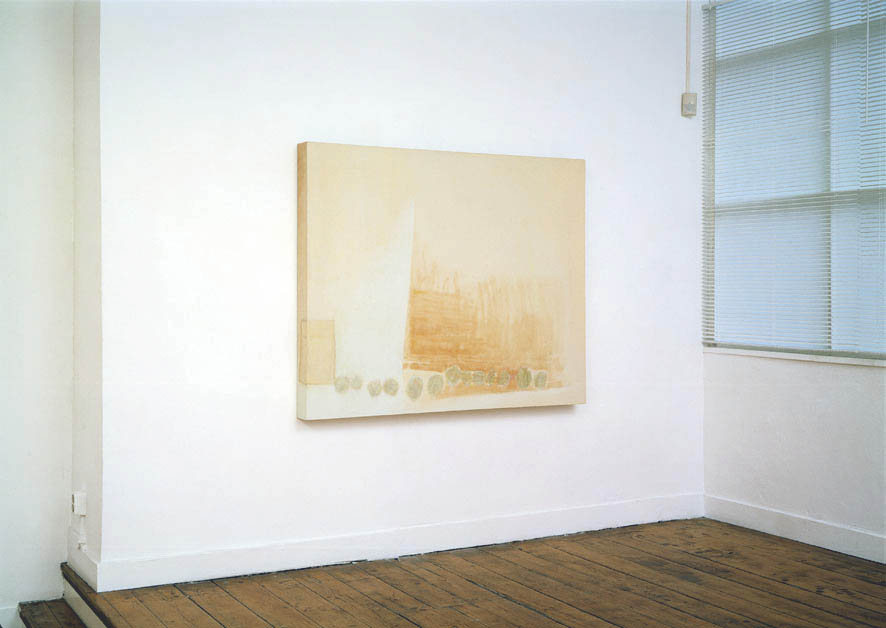
Jo Baer, Old year, 1974-75

Eind jaren zestig ging Baer meer experimenteren met kleur en verplaatste ze naar eigen zeggen de focus van haar werk van het midden van het doek naar de randen. Hierbij maakte ze gebruik van kleuren als zwart, rood, groen en beige, die ze kende van de Kwakiutl uit haar jeugd in Seattle. Ze schilderde ook over de randen van het doek heen, een gedeelte van een schilderij waaraan andere kunstenaars volgens Baer normaal gesproken geen aandacht besteedden. De titels van deze werken zijn fictieve afgeleiden van een Latijns boek over botanie dat ze bezat. In 1968 werd haar werk opgenomen in de Documenta IV. Gedurende haar verblijf in New York schreef Baer ook een serie brieven, artikelen en essays voor verschillende kunsttijdschriften. Daarnaast ging ze in dialoog met minimalistische beeldhouwers als Judd over het nut van minimalistische schilderkunst.

#### 1975 tot overlijden

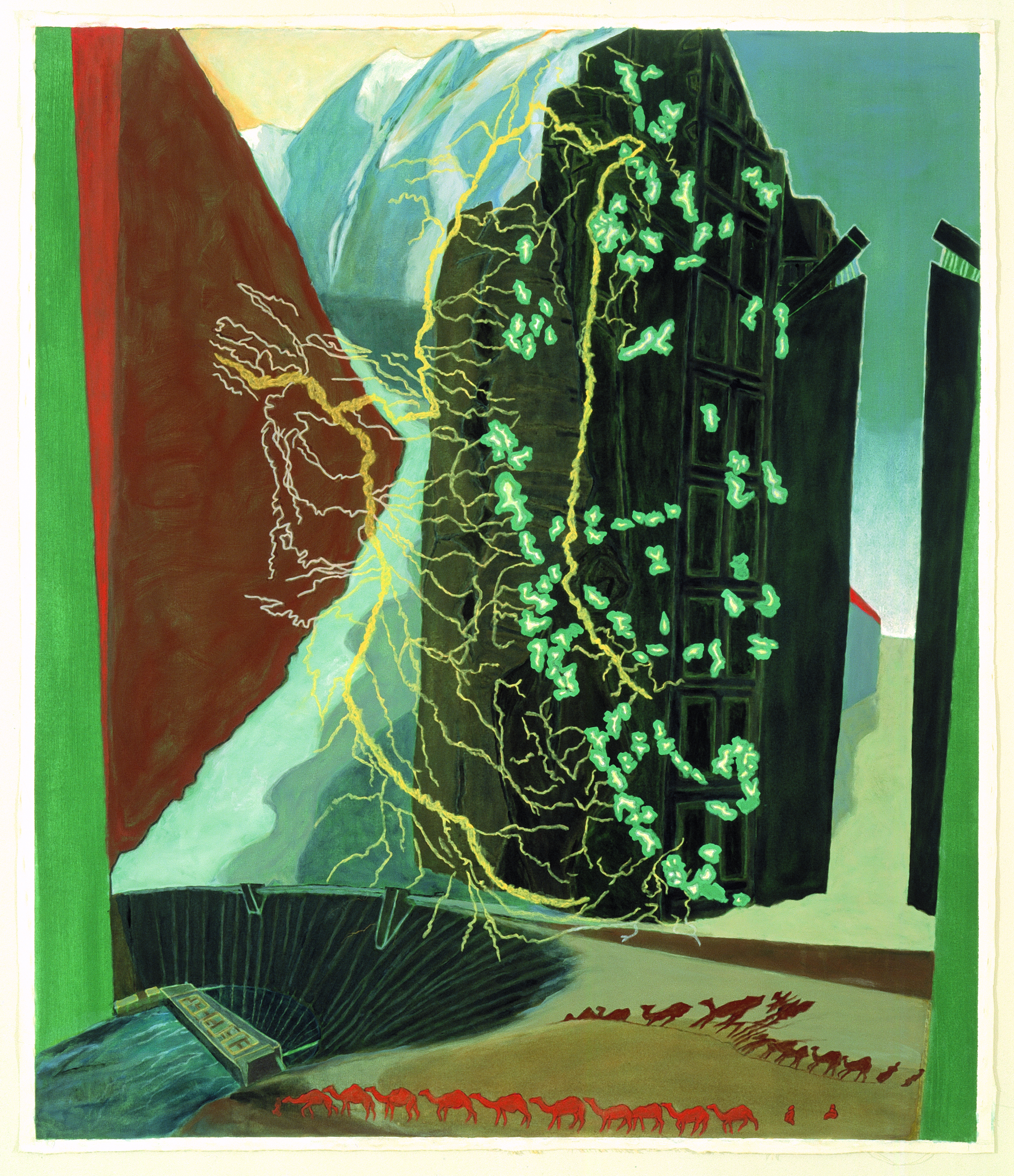
Jo Baer, Testament of the Powers That Be (Where Trees Turn to Sand, Residual Colours Stain the Lands), 2001

In 1975 was haar minimalistisch werk het onderwerp van een overzichtstentoonstelling in het Whitney Museum of American Art. Zelf wilde Baer echter meer afstand nemen van de kunstwereld in New York en had zij kritiek op de uitgangspunten van het Minimalisme. In juni van dit jaar verhuisde ze daarom naar Smarmone Castle, een landhuis bij County Louth in Ierland. Het leven op het platteland, de natuur, de dieren en de paleolithische grotschilderingen vormden vanaf deze periode de inspiratiebron voor haar schilderijen (check ref). De stijl van haar werk veranderde van abstract naar figuratief, en ze werkte in zachte pasteltinten. In 1977 werd een overzichtstentoonstelling van haar werk georganiseerd in het Museum van Moderne kunst in Oxford. Nadat Baer bijna tien jaar in Ierland had gewoond, verhuisde ze in 1982 naar Londen en in 1985 naar Amsterdam, waar ze sindsdien woonde en werkte. In 1999 organiseerde het Stedelijk Museum Amsterdam eveneens een overzichtstentoonstelling van haar werk. Haar meer recente werk werd beïnvloed door oude Griekse, Egyptische en Etruskische beschavingen. In 2016 won Jo Baer de Jeanne Oosting prijs voor haar oeuvre.
Baer overleed op 21 januari 2025 in Amsterdam op 95-jarige leeftijd.

## Werk in openbare collecties (selectie)
Het werk Baer is o.a. opgenomen in de volgende museale collecties:
- Stedelijk Museum, in Amsterdam[12]
- Van Abbemuseum in Eindhoven[13]
- Kröller-Müller Museum in Otterloo[14]
- Tate Gallery in Londen[4]

## Tentoonstellingen (selectie)
- Palimpsets, tekeningen en schilderijen, 1963-1993, Kröller-Müller Museum, Otterlo (1993)[7]
- Stedelijk Museum, Amsterdam (1999)
- Van Abbemuseum in Eindhoven, (1986 and 2009)
- Gagosian Gallery, Geneva (2012)
- In the Land of the Giants, Stedelijk Museum Amsterdam 2013
- Jo Baer. Gemälde und Zeichnungen seit 1960 (Drawings and Paintings), Ludwig Museum, Keulen